# Operacja Barras
Operacja Barras – kryptonim operacji sił morskich i powietrznych w Sierra Leone przeprowadzonej 10 września 2000 przez siły specjalne armii brytyjskiej, której celem było uwolnienie zakładników uprowadzonych 25 sierpnia 2000 przez oddział West Side Boys podczas wojny domowej w tym kraju. Biorący w niej udział żołnierze nadali jej nazwę „Operacja Pewna Śmierć”.

## Siły zaangażowane podczas operacji
- 130 spadochroniarzy z 1 batalionu pułku spadochronowego – 1 PARA
- 40 członków SAS i Special Boat Service
- zespół lekarzy z 16 pułku medycznego – RAMC
- Royal Irish Regiment
- RFA Sir Percivale (L3036)
- HMS Argyll (F231)
  - śmigłowiec Westland Lynx z HMS Argyll
- trzy śmigłowce Boeing Chinook – zabezpieczające transport
- trzy śmigłowce Westland Lynx – eskortujące
- jeden uzbrojony śmigłowiec Mi-24 – zabezpieczający, pilotowany przez Nealla Ellisa z Południowej Afryki
- 3 członków Taktycznego Skrzydła Łączności z Royal Air Force

## Zakładnicy
- mjr Alan Marshall
- kpt Flaherty
- sierż. Head
- sierż. Smith
- por. Musa Bangura
- kpr. Sampson
- kpr. Ryan
- kpr. Mackenzie
- ranger Gaunt
- ranger McVeigh
- ranger Rowell
- ranger MaGuire

## Straty
- 25 zabitych rebeliantów (potwierdzonych, jednak uważa się, że zginęło ich znacznie więcej)[2]
- 18 rebeliantów schwytano, w tym przywódcę rebelii Fodaya Kallaya[2]
- 1 brytyjski żołnierz SAS zginął w akcji – zidentyfikowany jako Bradley Tinnion[3]
- 12 brytyjskich żołnierzy zostało rannych, w tym jeden ciężko[2]